# Yorkfield
Kentsfield Lynnfield (PC de bureau et serveurs bas de gamme)
Bloomfield (PC bureau haut de gamme et station de travail monoprocesseur)
Le Yorkfield est un microprocesseur quad-core (quadri-cœurs) conçu par Intel.

## Description

### Les modèles de Yorkfield
Plusieurs modèles de Yorkfield existent : 
- pour ordinateur de bureau, dans la gamme Core 2 ;
- pour serveur monoprocesseur (un seul socket sur la carte mère), dans la gamme Xeon.

Pour contrer l'offensive en termes de prix d'AMD avec ses Phenom, Intel aurait préparé un modèle bas coût, le Q9100. Il s'agira finalement de la série Q8xxx qui se distingue surtout par l'absence de technologie de virtualisation VT, et vient concurrencer les modèles triple cœur d'AMD.

### Description technique
Le Yorkfield est composé de deux cœurs identiques à celui du Wolfdale rassemblés sur un même die, il est donc équipé d'un cache L2 partagé de 2×6 Mo. Il supporte la technologie Trusted Execution Technology (en).

## Les révisions
Voir aussi en:Intel Core (microarchitecture)#Steppings.

### Révision C1 - M1
À la suite de la découverte d'un problème de fonctionnement des modèles Core 2 Quad avec les cartes mères en vente vers fin 2007,, la commercialisation de ces derniers, initialement prévue pour début janvier 2008, a été retardée au mois de mars 2008. Les cartes mères à quatre couches causeraient un PSB noise empêchant le processeur de fonctionner normalement. Intel a donc décidé de modifier les Core 2 Quad en conséquence (révision C1). Toutefois ce problème n'affecte pas les Core 2 Extremes car ces derniers sont compatibles uniquement avec des cartes mères haut de gamme à 6 couches.

### Révision E0 - R0
Au cours du premier semestre 2008, Intel a introduit une nouvelle révision à destination dans un premier temps pour la gamme Xeon puis pour les Wolfdale (Core 2 Duo). Cette révision ne concerne toutefois qu'un nombre limité de processeurs quad-core : le Q9550 ainsi que les modèles Q9xx0s. Dans l'ensemble, cette nouvelle révision permet de diminuer la consommation d'énergie par le processeur quelles que soient les conditions d'utilisation.  
- le code sSPEC ainsi que leur OEM Order Code changent, tandis que la référence débute par AT80580-
- le Power Status Indicator (PSI) permet d'améliorer la gestion des fonctions d'économie d'énergie lorsque la carte mère le permet,
- la gestion du processeur en fonction de la température est améliorée avec l'ACNT2 qui permet au P-state (Performance state) d'être plus efficace,
- des modifications ont été apportées au PECI (Platform Environmental Control Interface),
- les instructions XSAVE/XRSTOR ont été ajoutées pour les fonctions de virtualisations,
- le boîtier du processeur (CPU) ne renferme plus d'halogénure.

## Liste des microprocesseurs Yorkfield

### Grand public
| Modèle         | Nb. cœurs | Fréquence | Cache L1   | Cache L2  | Mult. | Tension         | TDP   | FSB       | Socket  | Référence      | Commercialisation |
| -------------- | --------- | --------- | ---------- | --------- | ----- | --------------- | ----- | --------- | ------- | -------------- | ----------------- |
| Core 2 Extreme |           |           |            |           |       |                 |       |           |         |                |                   |
| QX9770         | 4         | 3,20 GHz  | 4 × 64 Kio | 2 × 6 Mio | ×8    | 0,85 - 1,3625 V | 130 W | 1600 MT/s | LGA 775 | EU80569XL088NL | 1er trim. 2008    |
| QX9775         | 4         | 3,60 GHz  | 4 × 64 Kio | 2 × 6 Mio | ×9    |                 | 150 W | 1600 MT/s | LGA 771 | EU80569XJ080NL |                   |
| QX9650         | 4         | 3,00 GHz  | 4 × 64 Kio | 2 × 6 Mio | ×9    | 0,85 - 1,3625 V | 130 W | 1333 MT/s | LGA 775 | EU80569XJ080NL | 11 novembre 2007  |
| Core 2 Quad    |           |           |            |           |       |                 |       |           |         |                |                   |
| Q9650          | 4         | 3,00 GHz  | 4 × 64 Kio | 2 × 6 Mio | ×9    | 0,85 - 1,3625 V | 95 W  | 1333 MT/s | LGA 775 |                | août 2008         |
| Q9550          | 4         | 2,83 GHz  | 4 × 64 Kio | 2 × 6 Mio | ×8,5  | 0,85 - 1,3625 V | 95 W  | 1333 MT/s | LGA 775 | EU80580PJ0606M | mars 2008         |
| Q9550S         | 4         | 2,83 GHz  | 4 × 64 Kio | 2 × 6 Mio | ×8,5  | 0,85 - 1,3625 V | 65 W  | 1333 MT/s | LGA 775 |                | 2009              |
| Q9500          | 4         | 2,83 GHz  |            | 2 × 6 Mio |       | 0,85 - 1,3625 V | 95 W  | 1333 MT/s | LGA 775 |                | 2008              |
| Q9450          | 4         | 2,66 GHz  | 4 × 64 Kio | 2 × 6 Mio | ×8    | 0,85 - 1,3625 V | 95 W  | 1333 MT/s | LGA 775 | EU80569PJ067N  | mars 2008         |
| Q9400          | 4         | 2,66 GHz  | 4 × 64 Kio | 2 × 3 Mio | ×8    | 0,85 - 1,3625 V | 95 W  | 1333 MT/s | LGA 775 | AT80580PJ0676M | 3e trim. 2008     |
| Q9400S         | 4         | 2,66 GHz  | 4 × 64 Kio | 2 × 3 Mio | ×8    | 0,85 - 1,3625 V | 65 W  | 1333 MT/s | LGA 775 |                | 2009              |
| Q9300          | 4         | 2,50 GHz  | 4 × 64 Kio | 2 × 3 Mio | ×7,5  | 0,85 - 1,3625 V | 95 W  | 1333 MT/s | LGA 775 | EU80580PJ0606M | mars 2008         |
| Q8300          | 4         | 2,5 GHz   | 4 × 64 Kio | 2 × 2 Mio | ×7,5  |                 | 95 W  | 1333 MT/s | LGA 775 |                | décembre 2008     |
| Q8200          | 4         | 2,33 GHz  | 4 × 64 Kio | 2 × 2 Mio | ×7    |                 | 95 W  | 1333 MT/s | LGA 775 |                | 3e trim. 2008     |
| Q8200S         | 4         | 2,33 GHz  | 4 × 64 Kio | 2 × 2 Mio | ×7    |                 | 65 W  | 1333 MT/s | LGA 775 |                | 2009              |

### Serveurs
| Modèle       | Nb. cœurs | Nb. max proc. | Fréquence | Cache L1   | Cache L2  | Mult. | Tension         | TDP  | FSB       | Socket  | Référence      | Commercialisation |
| ------------ | --------- | ------------- | --------- | ---------- | --------- | ----- | --------------- | ---- | --------- | ------- | -------------- | ----------------- |
| Xeon - X33xx |           |               |           |            |           |       |                 |      |           |         |                |                   |
| Xeon X3360   | 4         | 1             | 2,83 GHz  | 4 × 64 Kio | 2 × 6 Mio | ×8,5  | 0,85 - 1,3625 V | 95 W | 1333 MT/s | LGA 775 | EU80569KJ073N  | 7 janvier 2008    |
| Xeon X3350   | 4         | 1             | 2,66 GHz  | 4 × 64 Kio | 2 × 6 Mio | ×8    | 0,85 - 1,3625 V | 95 W | 1333 MT/s | LGA 775 | EU80569KJ067N  | 7 janvier 2008    |
| Xeon X3320   | 4         | 1             | 2,50 GHz  | 4 × 64 Kio | 2 × 3 Mio | ×7,5  | 0,85 - 1,3625 V | 95 W | 1333 MT/s | LGA 775 | EU80580KJ0606M | 7 janvier 2008    |